# Osciloscópio

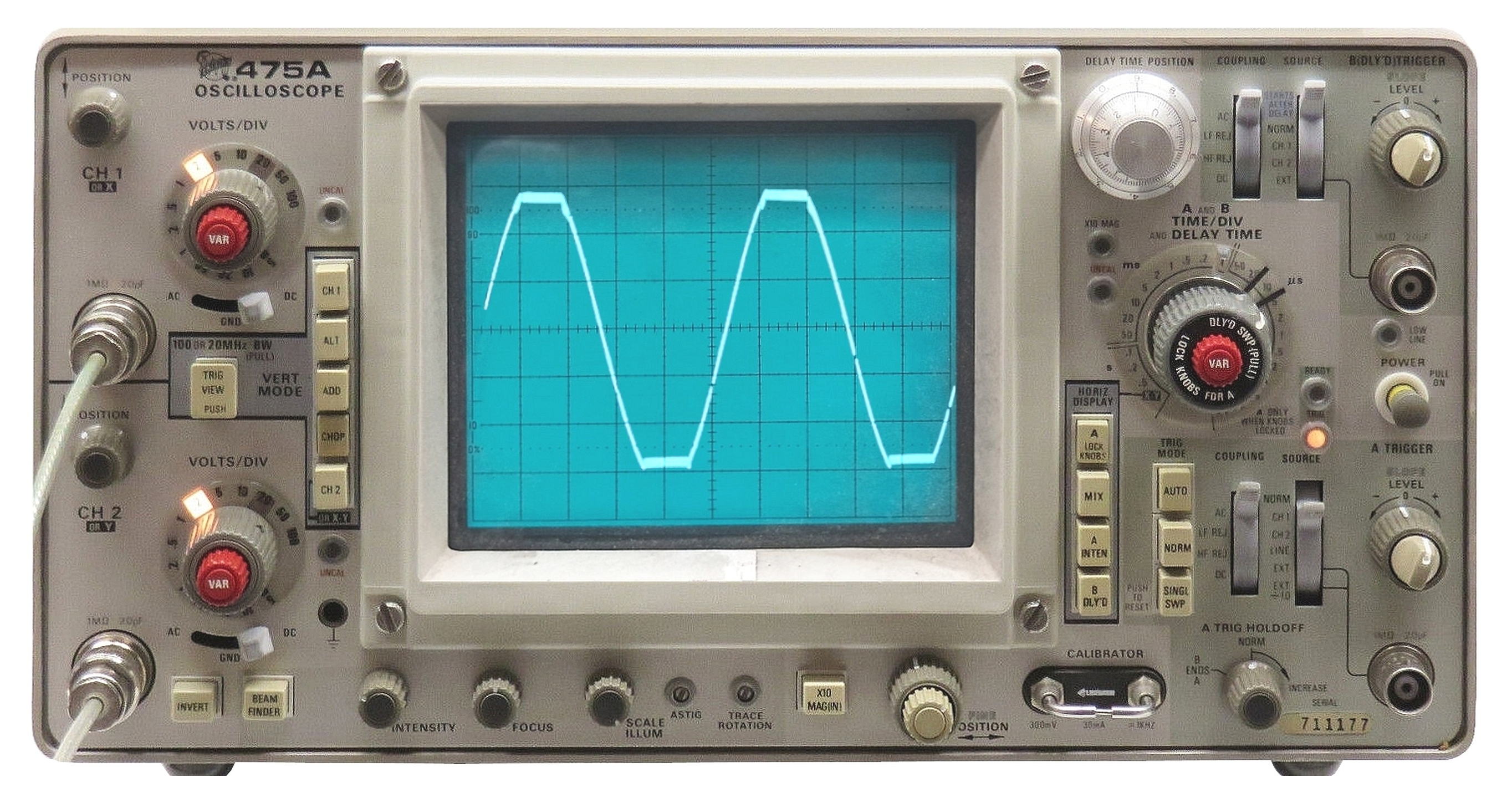
Um osciloscópio analógico portátil modelo Tektronix 475A, um instrumento típico nos anos 70. Este instrumento dual-trace tem uma banda vertical de 250 MHz, uma sensibilidade vertical máxima de 5 mV por divisão, e a velocidade de varredura horizontal máxima (unmagnified) de 10 ns por divisão.

O osciloscópio é um instrumento de medida de sinais elétricos/eletrônicos que apresenta gráficos a duas dimensões de um ou mais sinais elétricos (de acordo com a quantidade de canais de entrada). O eixo vertical (y) do ecrã (monitor) representa a intensidade do sinal (tensão) e o eixo horizontal (x) representa o tempo, tornando o instrumento útil para mostrar sinais periódicos. O monitor é constituído por um "ponto" que periodicamente "varre" a tela da esquerda para a direita.

## Características e usos

### Descrição
Um típico osciloscópio é uma caixa retângular com uma tela, conectores de entrada, knobs para controle e botões na frente do painel. Atualmente existem osciloscópios fixos com tela de cristal sólido
Para ajudar na medidas, uma grade chamada graticule ou retículo é desenhada na face da tela. Cada quadrado na graticule é conhecido como uma divisão. O sinal a ser medido é ligado a um dos canais de entrada, geralmente através de um conector coaxial, como os conectores BNC ou tipo N. Se a fonte do sinal já possui seu conector coaxial, então um simples cabo é usado para ligá-la, caso contrário um cabo específico chamado ponta de prova para osciloscópio é usado.
Em seu modo mais simples, o osciloscópio desenha repetidamente uma linha horizontal chamada de traço através do meio da tela da esquerda para a direita. Um dos controles, o timebase control (controle da base de tempo), determina a velocidade com que a linha é desenhada, e é calibrado em segundos por divisão.
Se a tensão de entrada difere do zero, o traço pode ser defletido tanto para cima quanto para baixo. Outro controle, o vertical control (controle vertical), determina a escala da deflexão vertical, e é calibrado em volts por divisão. O traço resultante é um gráfico da voltagem (tensão) em função do tempo.
Se o sinal de entrada é periódico, então um traço relativamente estável pode ser obtido apenas ajustando a base de tempo (timebase) de acordo com a frequência do sinal de entrada. Por exemplo, se o sinal é uma onda seno com frequência igual a 50 Hz, então seu período é de 20 ms, então a base de tempo (timebase) deve ser ajustada de modo que o tempo entre a passagens sucessivas seja de 20 ms. Este modo é chamado de continual sweep (varredura contínua). Infelizmente, a base de tempo dos osciloscópios não é perfeitamente precisa, e a frequência do sinal não é perfeitamente estável, então o traço pode se mover pela tela, dificultando as medidas.
Para prover um traço mais estável, os osciloscópios modernos tem uma função chamada trigger (desencadear ou disparar). Quando o triggering é utilizado, o instrumento irá parar cada vez que a varredura chegue no extremo direito da tela e retornar de volta ao lado esquerdo da tela. O osciloscópio então aguarda um evento específico antes de começar a desenhar o próximo traço. O evento de trigger (disparo) é comumente acionado quando a forma de onda da entrada atinge uma tensão em uma direção específica (tensão crescente ou decrescente) determinada pelo usuário.
Este recurso ressincroniza a base de tempo ao sinal de entrada, impedindo o deslizamento horizontal do traço. Desta forma, o trigger permite a visualização de sinais periódicos tais como ondas quadradas e ondas seno.
O circuito de Trigger também permite a visualização de sinais não-periódicos, tais como pulsos que não se repetem em uma taxa fixa.
Os Tipos de trigger incluem:
- trigger externo, um pulso de uma fonte externa conectada a uma entrada dedicada do osciloscópio.
- trigger de borda,  um detector de borda que gera um pulso quando o sinal passa de uma tensão limiar especificada em uma direção específica.
- video trigger, um circuito que extrai pulsos sincronizantes de formatos de vídeo tais como PAL e NTSC e disparam a base de tempo em todas as linhas, em uma linha específica, em todos os campos, ou em um quadro. Este circuito é tipicamente encontrado dos dispositivos monitores de forma de onda.
- trigger por atraso, aguarda um tempo específico após passar por uma tensão limiar antes de começar a varredura. Nenhum circuito de trigger funciona instantaneamente, sempre ocorre um pequeno atraso, porém um circuito de trigger por atraso estende este valor até um intervalo conhecido e ajustável. Deste modo, o operador pode examinar um pulso particular em um longo grupo de pulsos.

A maioria dos osciloscópios também permitem que você tire a base de tempo e a insira um sinal no amplificador horizontal. Isto é chamado de modo X-Y, e é útil para ver a relação de fase entre dois sinais, o que é comum em análise de rádio e televisão.
Quando os dois sinais são senóides de frequência e fases variáveis, o traço resultante é chamado de curva de Lissajous.
Alguns osciloscópios possuem cursores, que são linhas que podem ser movidas sobre a tela para medir o intervalo de tempo entre dois pontos, ou a diferença entre duas tensões.
Muitos osciloscópios possuem um ou mais canais de entrada, permitindo que eles mostrem mais de um sinal na tela.
Geralmente o osciloscópio tem um conjunto de controles verticais para cada canal, porém apenas um sistema de trigger e base de tempo.
Um osciloscópio dual-timebase (base de tempo duplo) possui dois sistemas de trigger de modo que dois sinais possam ser vistos em diferentes eixos de tempo. Isto também é chamado de modo "magnificação". O usuário mantém um sinal complexo desejado usando uma configuração de trigger compatível. Então ele permite a "magnificação", "zoom" ou "base de tempo dupla", e pode mover uma janela para observar os detalhes do sinal complexo.
Algumas vezes o evento que o usuário deseja ver pode ocorrer apenas ocasionalmente. Para capturar estes eventos, alguns osciloscópios são "storage scopes" (osciloscópios de armazenamento) que preservam o sinal mais recente na tela.
Alguns osciloscópios digitais podem fazer a varredura a velocidades baixas como uma vez por hora, emulando um gravador em papel de tira. Isto é, o sinal passa pela tela da direita para a esquerda. A maioria dos osciloscópios mais sofisticados mudam do modo de varredura para o modo de escrita em tira com cerca de uma varredura a cada dez segundos. Isto ocorre porque caso contrário, o osciloscópio iria aparentar estar quebrado: está coletando informações, porém o ponto não pode ser visto na tela.

### Exemplos de usos

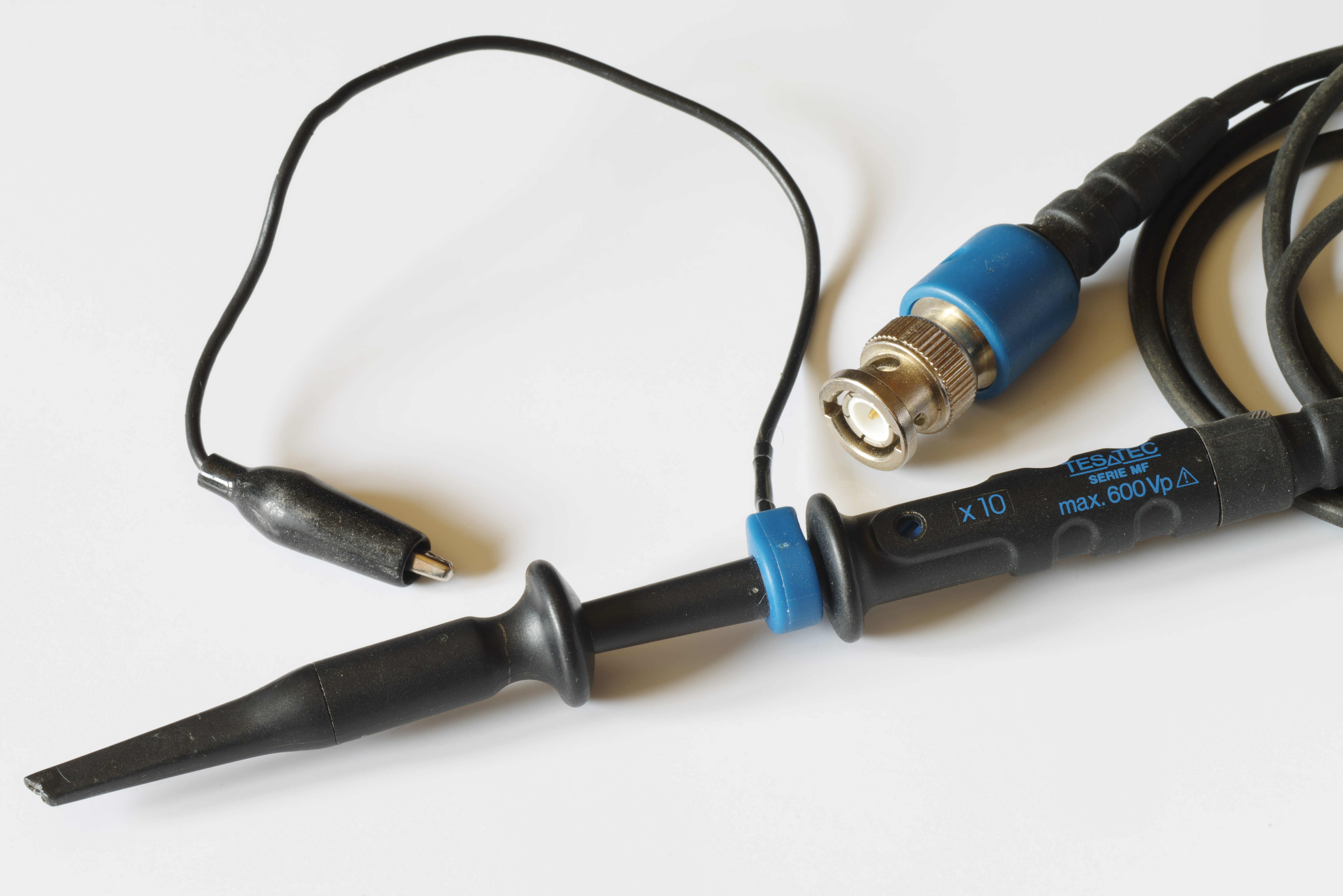
Ponta de prova de um osciloscópio.

O uso clássico de um osciloscópio é diagnosticar uma peça defeituosa em um equipamento eletrônico. Em um rádio, por exemplo, se olha no esquema elétrico do aparelho e se localizam as conexões entre os estágios (como mixer eletrônico, osciladores eletrônicos, amplificadores).
Então o terra do osciloscópio é ligado ao terra do circuito, e a ponta de prova é colocada na conexão entre dois estágios no meio do circuito.
Quando o sinal esperado está ausente, se sabe que algum estágio precedente do circuito está defeituoso. Como a maioria das falhas ocorre por causa de um único componente defeituoso, cada medida pode provar que metade do estágio de uma peça complexa está funcionando corretamente, ou seja, que não é a causa do defeito.
Uma vez que o estágio defeituoso é encontrado, testes mais específicos deste estágio podem geralmente mostrar a um profissional experiente qual componente está com defeito. Uma vez que este componente é substituído, a unidade pode voltar à operação, ou ao menos o próximo defeito pode ser procurado.
Outro uso possível é a checagem de um circuito novo. Muito frequentemente circuitos novos se comportam abaixo do esperado devido aos níveis de tensão errados, ruído elétrico ou erros no projeto. Os circuitos digitais geralmente operam a partir de um oscilador (clock), então um osciloscópio de traço duplo (dual-trace) é necessário para verificar circuitos digitais. Osciloscópios com "armazenamento" são muitos úteis para "capturar" efeitos eletrônicos raros que podem levar a uma operação defeituosa.
Outro uso é para engenheiros de software que programam circuitos eletrônicos. Muitas vezes o osciloscópio é a única maneira de ver se o software está rodando corretamente. Para essa aplicação existe, no entanto, um equipamento mais apropriado, o analisador lógico, uma espécie de osciloscópio digital que permite a leitura de dezenas de canais simultaneamente.

### Conselhos para uso
O problema mais típico encontrado quando se utiliza um osciloscópio não familiar é que o traço não está visível.
Muitos osciloscópios mais recentes possuem "opções de reset" ou um botão "auto set up". Utilize-o caso haja confusão.
Alguns instrumentos possuem um botão "beamfinder", que limita o tamanho do traço de modo que ele irá aparecer na tela.
Outra razão para a "perda" do traço é um ajuste de luminosidade (brightness) muito baixo. Todos os osciloscópios possuem um ajuste de luminosidade que serve para tornar o traço visível tanto em varreduras lentas como nas mais rápidas. Um ajuste muito tenue pode tornar o traço pouco visível. Um ajuste muito intenso pode deixar o sinal borrado. Alguns osciloscópios possuem um ajuste de foco que permite ajustar a espessura do traço.
Verifique que primeiro você configure as opções de canal para acoplamento "DC", com trigger automático.
Aumente o valor do volts per division (volts por divisão) do canal (efetivamente diminuindo a Altura da linha) até a linha aparecer.
Configure o time per division (tempo por divisão) próximo da velocidade do evento desejado, e então ajuste o volts per division até o evento aparecer em um tamanho útil.
Os osciloscópios comumente possuem uma saída de teste que pode ser medida para se asseguram que um canal e sua ponta de prova estejam funcionando.
Quando se utiliza um osciloscópio não familiar, é recomendado medir a este sinal primeiro.
A capacitância do fio na ponta de prova pode fazer com que o osciloscópio mostre imprecisamente sinais de alta velocidade.
Se o sinal parece distorcido, ou seja, se ele mostrar pontas ou elevações estranhas, a capacitância da pronta de prova deve ser ajustada. Muitas destas (como as com atenuação de 10x) tem um pequeno parafuso de ajuste para a capacitância. A maioria dos osciloscópio provê uma saída de teste que produz uma onda quadrada para o ajuste da ponta. O ajuste deve ser feito de modo que as bordas da onda pareçam um quadrado, sem excessos nem arredondamento.
A largura de banda das pontas de teste devem ser iguais ou exceder à largura de banda dos amplificadores de entrada do osciloscópio.
Em geral, a conexão de terra do osciloscópio deve ser ligada ao terra do circuito que está sendo analisado. A maioria dos osciloscópios possuem um conector de terra em sua saída. Para medir precisamente sinais de alta frequência, o cabo de terra deve ser o mais curto possível; para frequências acima de 100 MHz, o conector embutido terra deve ser removido e substituído por um pequeno pino de terra que sai do anel de terra na ponta da prova.
Se o osciloscópio possui uma conexão com o terra das linhas de alimentação, e provável que o pino de terra também esteja ligado ao terra (através do chassi do osciloscópio). Se o circuito em teste também tem sua referência com o terra das linhas de alimentação, então conectar o pino de terra a qualquer sinal teria o mesmo efeito de um curto-circuito ao terra, podendo causar danos ao circuito em teste ou ao próprio osciloscópio. Isto pode ser evitado alimentando-se o osciloscópio através de um transformador de isolação.
Existem dois acoplamentos possível no canal de entrada:
"AC" coupling (acoplamento AC) bloqueia qualquer DC (corrente continua) no sinal. Isto é útil quando se mede um pequeno sinal em um offset d.C.Note que o modo de acoplamento a AC é feito se adicionando um capacitor internamente, que, apesar de ter um valor alto, pode afetar o modo como os sinais de baixa frequência irão aparecer.
"DC" coupling (acoplamento DC) usado quando se mede uma tensão contínua, não bloqueia nenhum sinal.
Verifique se você está ajustando o trigger do canal correto. Ajuste o trigger delay para zero.
Ajuste o nível de trigger até o evento desejado.
Após tudo, ajuste do trigger delay até a característica desejada do sinal aparecer.
As pontas de prova do osciloscópio são relativamente caras e frágeis. Para reduzir a capacitância, o condutor no cabo de prova é algumas vezes mais fino que um fio de cabelo humano. A "caneta" plástica da ponta é muitas vezes fácil de se quebrar. Deve-se evitar deixar a ponta de prova em algum local em que ela possa ser pisada.

### Seleção
Os osciloscópios geralmente possuem uma lista das características acima. A medida básica é a largura de banda de seus amplificadores verticais. Os osciloscópios típicos para propósito geral devem possuir uma largura de banda de no mínimo 100 MHz, apesar de larguras de bandas muito menores serem aceitáveis para aplicações em frequências na faixa de áudio.
Uma taxa de varredura útil pode ser de um segundo a 100 nanossegundos, com triggering e varredura com atraso.
Para trabalhar com sinais digitais, dois canais são necessários, e um instrumento com uma taxa de varredura de no mínimo 1/5 da frequência máxima do sistema digital é recomendada.
O benefício principal de um osciloscópio de qualidade é a boa qualidade do circuito de trigger.
Se o trigger for instável, o display sempre será um pouco confuso.
A qualidade melhora enormemente conforme a frequência de resposta e a estabilidade da tensão do trigger aumentam.
Os osciloscópios de empactamento digital costumavam mostrar sinais electricos, do género AA-2B, denominados por vezes de quebrados devido às baixas taxas de armazenamento, porém este problema hoje em dia é muito mais raro devido ao aumento no tamanho das memórias.
Até o ano de 2004, um osciloscópio dual-channel, com armazenamento, de 150 MHz, novo custava cerca de US$1.200, sendo considerado muito bom para o uso geral.

## Como funciona

### Osciloscópio de raios catódicos (CRO)

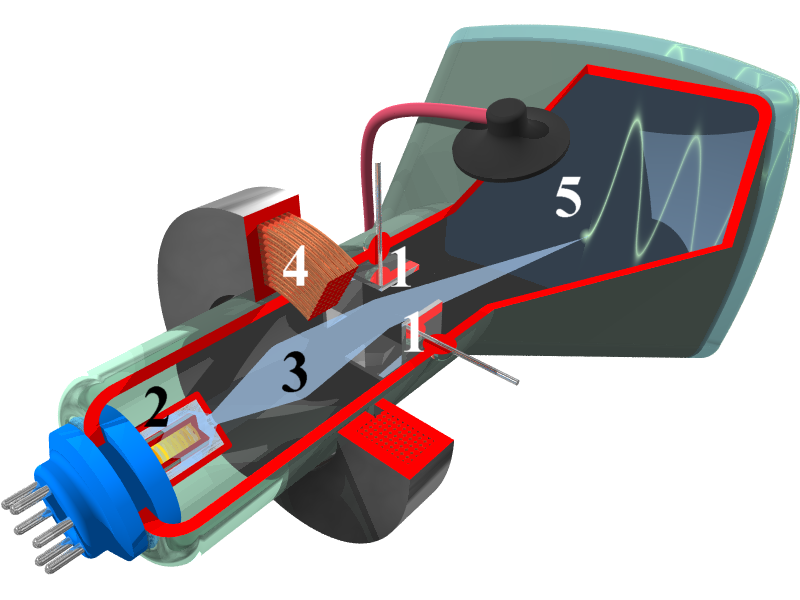
Diagrama em corte de um osciloscópio CRO típico.
1. Eletrodos de deflexão por tensão
2. Acelerador de elétrons
3. Raio de elétrons
4. Bobina de foco
5. Lado interior de tela revestido com fósforo

O mais novo e mais simples tipo de osciloscópio consiste num tubo de raios catódicos, um amplificador vertical, uma base de tempo, um amplificador horizontal e uma fonte de alimentação. Estes são chamados de osciloscópios 'analógicos' para serem distinguidos dos osciloscópios 'digitais' que se tornaram relativamente comuns nos anos 90 e 2000.
Antes da introdução do tubo de raios catódicos (CRO) nesta forma atual, o mesmo já vinha sendo utilizado em outros instrumentos de medição.
O tubo de raios catódicos é uma estrutura de vidro com vácuo no seu interior, similar aos tubos de televisões a preto e branco, que possuem uma face plana coberta com um material fosforescente (o fósforo).
A tela possui tipicamente menos de 20 cm de diâmetro, sendo muito menos do que as telas da maioria das televisões.
A parte no pescoço do tubo é o acelerador de elétrons, que é uma placa de metal aquecida com uma malha de fios (o grid) na sua frente. Um pequeno potencial de grid é usado para bloquear os elétrons de serem acelerados quando o raio precisa ser desligado, como durante o retorno do varrimento ou quando nenhum evento de trigger (disparo de evento) ocorre. É aplicada uma diferença de potencial de, no mínimo, algumas centenas de volts para fazer com que a placa aquecida (o cátodo) fique carregado negativamente com relação às placas de deflexão. Para osciloscópios com uma largura de banda maior, onde o traço pode mover-se mais rapidamente através da tela, é tipicamente utilizada uma tensão de aceleração pós-deflexão de mais de 10 000 volts, aumentando a velocidade com que os elétrons atingem o fósforo. A energia cinética dos elétrons é então convertida pelo fósforo em luz visível no ponto do impacto. É através da variação dessa tensão que se obtém o ajuste de luminosidade.
Quando ligado, um tubo de raios catódicos (CRT) normalmente mostra um único ponto brilhante no centro da tela, porém este ponto pode ser movido eletrostaticamente ou magneticamente. O CRT de um osciloscópio utiliza a deflexão eletrostática.
Entre o acelerador de elétrons e a tela existem dois pares de placas metálicas opostos chamados de placas de deflexão. O amplificador vertical gera um diferença de potencial através de um par de placas, gerando um campo elétrico vertical, através do qual o raio de elétrons passa; quando os diferenciais das placas são os mesmos, o raio não é defletido.
Quando a placa superior é positiva com relação à inferior, o raio é defletido para cima; quando o campo é invertido, o raio é defletido para baixo. O amplificador horizontal realiza uma função semelhante com os pares de placas de deflexão horizontais, fazendo com que o raio se mova para a direita ou para a esquerda.
Este sistema de deflexão é chamado de deflexão eletrostática, e é diferente do sistema de deflexão eletromagnética utilizado nos tubos das televisões.
Em comparação à deflexão magnética, a deflexão eletrostática pode seguir mudanças aleatórias no potencial, porém, é limitada a ângulos de deflexão pequenos.
A base de tempo é um circuito eletrônico que gera uma tensão de rampa. Esta é uma tensão que muda continuamente e linearmente no tempo. Quando ela atinge um valor pré-definido a rampa é reiniciada, com a tensão retornando ao seu valor inicial. Quando um evento de trigger é reconhecido o reset é ativado, permitindo que a rampa volte ao seu estado inicial e cresça novamente.
A tensão da base de tempo geralmente controla o amplificador horizontal. O seu efeito é a varredura do raio de elétrons a uma velocidade constante da esquerda para a direita através da tela, e então retornando o raio rapidamente para a esquerda para iniciar a próxima varredura.
A base de tempo pode ser ajustada para o período do sinal medido.
Desse modo, o amplificador vertical é controlado por uma tensão externa (a entrada vertical) que é tirada do circuito que está sendo medido. O amplificador possui uma impedância de entrada muito alta, de tipicamente um megaohm, de modo que ele consome apenas uma pequena corrente da fonte do sinal.
O amplificador controla a deflexão causada pelas placas verticais com uma tensão que é proporcional à entrada vertical.
O ganho do amplificador vertical pode ser regulado para se ajustar à amplitude da tensão de entrada. Uma tensão positiva de entrada move o raio para cima, e uma tensão negativa o move para baixo, de modo que a deflexão vertical do ponto mostra o valor da diferença de potencial da entrada.
A resposta deste sistema é muito mais rápida do que a de sistemas de medição mecânicos como os multímetros, onde a inércia do ponteiro atrasa a sua resposta para a entrada.
Quando todos estes componente trabalham simultaneamente, o resultado é um traço brilhante na tela que representa um gráfico da tensão em função do tempo. A tensão está representada pelo eixo vertical, e o tempo no horizontal.
Observar sinais de alta velocidade é difícil utilizando um osciloscópio de raios catódicos convencional, especialmente se os sinais não forem repetitivos, muitas vezes necessitando que o ambiente seja escurecido ou que uma capa especial seja colocada sobre a tela do tubo. Para auxiliar na visualização de tais tipos de sinal, utilizam-se osciloscópios especiais com tecnologia de visão noturna, utilizando uma placa com microcanais na fase do tubo para amplificar sinais de baixa intensidade de luz.

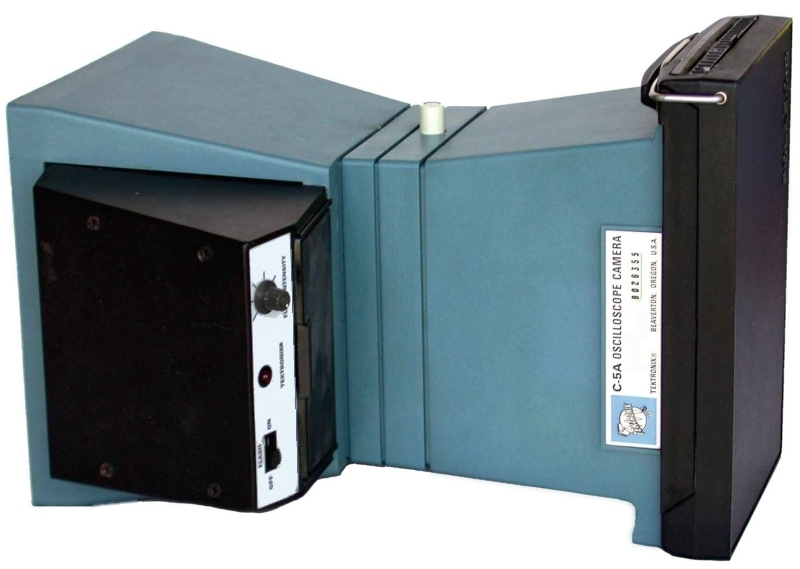
Câmera de osciloscópios da Tektronix® Modelo C-5A com pacote de filmes Polaroid instantâneos atrás.

Apesar de um osciloscópio de raios catódicos permitir que os sinais sejam vistos na sua forma elementar, não possui nenhum meio de gravar este sinal em papel para o propósito de documentação. Posteriormente, câmeras especiais para osciloscópios foram desenvolvidas para poderem fotografar a tela diretamente. A câmeras mais novas utilizavam filmes de rolo ou em chapas, enquanto nos anos 70 as câmeras instantâneas Polaroid® se tornaram populares.
A maioria dos osciloscópios multi-canais não possuem múltiplos raios de elétrons. Em contrapartida, eles mostram apenas um ponto por vez, porém alternam este entre os valores de um canal e outro, ou alternam as varreduras (modo ALT) ou várias vezes por varredura (modo CHOP). Muito poucos osciloscópios de raio duplo foram construídos; nestes, o acelerador de elétrons forma dois raios de elétrons e existem dois pares de placas de deflexão vertical e um conjunto comum da placas de deflexão horizontal.
O amplificador vertical e o controle da base de tempo são calibrados para mostrar a distância vertical na tela que corresponde a uma certa diferença de potencial, e a distância horizontal, que corresponde a um certo intervalo de tempo.
A fonte de alimentação é um componente importante do osciloscópio que provê baixas tensões para alimentar o aquecedor do catodo no tubo e os amplificadores vertical e horizontal. São necessárias altas tensões para controlar as placas de deflexão eletrostática. Estas tensões devem ser muito estáveis, já que qualquer variação causaria erros no posicionamento e brilho do traço.
Os osciloscópios analógicos mais recentes adicionaram processamento digital ao projeto padrão. A mesma arquitetura básica - tubo de raios catódicos, amplificadores vertical e horizontal - foi mantida, embora o raio de elétrons seja controlado por um circuito digital que permite mostrar gráficos e textos juntos com as formas de onda analógicas. As capacidades extra deste sistema incluem:
- demonstração na tela das configurações do amplificador e da base de tempo;
- cursores de tensão - linhas horizontais ajustáveis com demonstração de tensão;
- cursores de tempo - linhas verticais ajustáveis com demonstração de tempo;
- menus na tela para configuração do trigger e outra funções.

### Osciloscópios analógicos com armazenamento
Uma capacidade extra disponível em alguns osciloscópios analógicos é chamada de 'armazenamento'.
Esta permite que a imagem do traço que normalmente decai em uma fração de segundo permaneça na tala por vários minutos ou mais tempo. Um circuito elétrico então pode ser deliberadamente ativado para armazenar e apagar o traço da tela.
O armazenamento é realizado utilizando o princípio da emissão secundária. Quando o raio de elétrons de escrita ordinário passa sobre um ponto na superfície de fósforo, ele não apenas faz o fósforo se iluminar momentaneamente, além disso a energia cinética do elétron atinge elétrons livres da superfície de fósforo. Isto pode deixar uma rede de cargas positivas. Os osciloscópios com armazenamento provêem um ou mais aceleradores de elétrons, (chamados de "flood guns") que produzem um fluxo de elétrons de baixa energia que percorre toda a tela de fósforo. Os elétrons da flood gun são desenhados mais nitidamente nas áreas da tela de fósforo onde o acelerador de elétrons deixou uma rede de cargas positivas: desta forma, os elétrons das flood guns re-iluminam o fósforo nas áreas carregadas positivamente da tela.
Se a energia dos elétrons da flood gun estiver corretamente balanceada, cada elétron liberado pela flood gun atinge um elétron secundário da tela de fósforo, assim preservando a rede de cargas positivas nas áreas iluminadas de tela de fósforo. Desta forma, a imagem originalmente feita pelo raio de escrita pode ser mantida por um longo tempo. Eventualmente, pequenos desbalanceamentos na taxa de emissão secundária podem fazer com que a tela inteira seja alimentada positivamente (se ilumine) ou que se alimente negativamente (apagando a imagem). São estes desbalanceamentos que limitam o tempo máximo de armazenamento possível.
Alguns osciloscópios utilizam uma forma de armazenamento estritamente binária (on/off) conhecida como "armazenamento biestável". Outros permitem uma série constante de ciclos de limpeza curtos e incompletos que criam a impressão de um fósforo com "persistência variável". Certos osciloscópios também permitem o desligamento parcial ou total das flood guns, permitindo a preservação (invisível) da imagem armazenada para posterior vizualisação. (A alimentação positiva ou negativa ocorre somente quando as flood guns estão ligadas ("on"), com as flood guns desligadas, apenas os defeitos nas cargas podem degradar a imagem armazenada).

### Osciloscópios com armazenamento digital

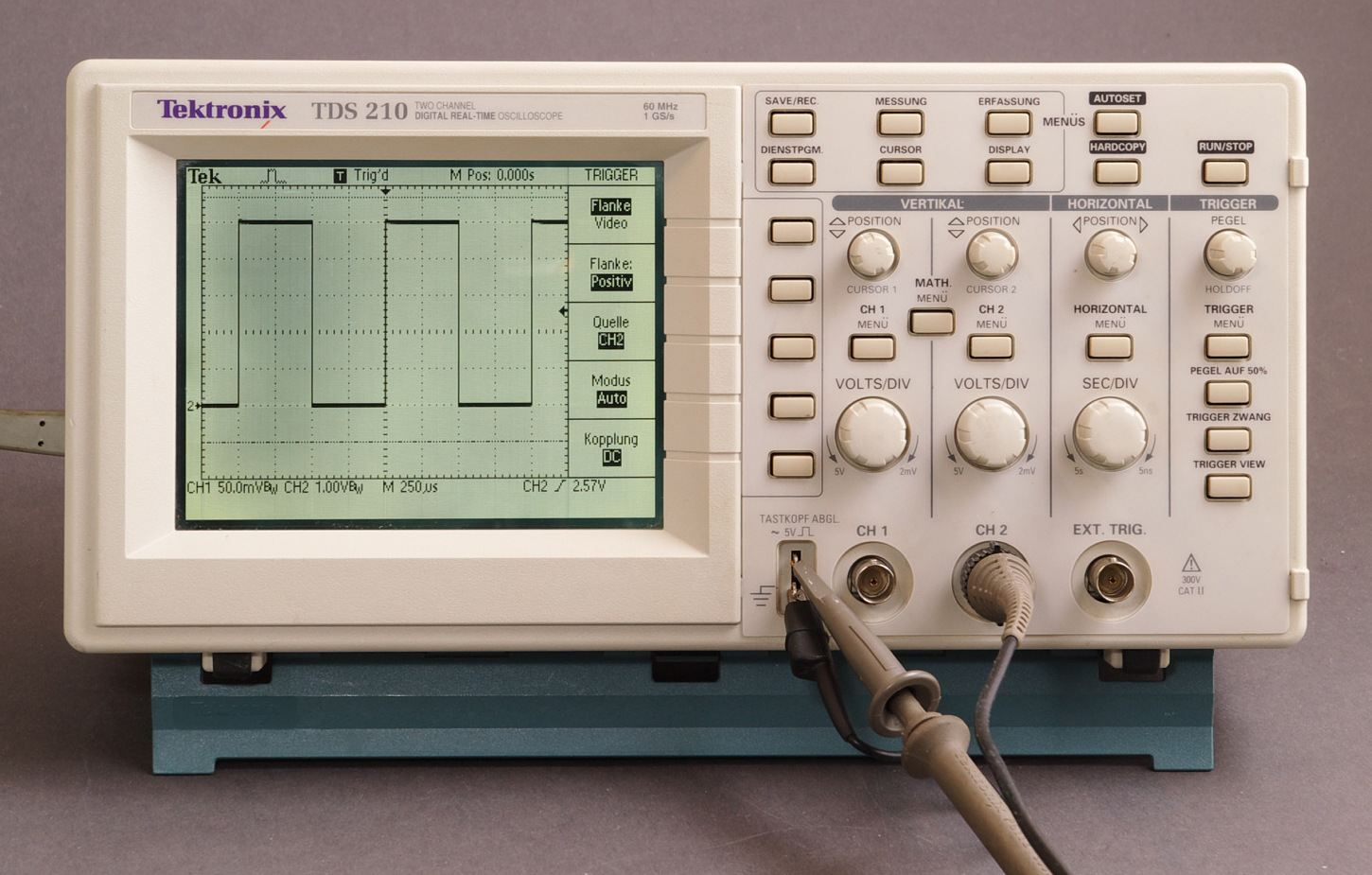
Um osciloscópio digital portátil modelo Tektronix TDS 210

O osciloscópio com armazenamento digital (DSO) é atualmente o tipo preferido da maioria da aplicações industriais, apesar de osciloscópios análogicos CRO simples ainda serem utilizados por hobbistas. O osciloscópio digital substitui o método utilizado no osciloscópio de armazenamento analógico por uma memória digital, que é capaz de armazenar as informações por quanto tempo forem necessárias sem degradação.  Isto também permite um processamento complexo do sinal por circuitos de processamento de sinal digital de altas velocidades.
A entrada vertical, ao invés de controlar o amplificador vertical, é digitalizado por um conversor analógico-digital para criar um conjunto de informações que é armazenado na memória de um microprocessador.
O conjunto de informações é processado e então enviado para a tela, que nos osciloscópios mais antigos era um tubo de raios catódicos, porém atualmente pode ser também um LCD. Osciloscópios com o LCD colorido são comuns. O conjunto de dados pode ser enviado através de uma LAN ou WAN para processamento ou arquivamento. A imagem da tela pode ser diretamente gravada no papel através de uma impressora ou plotter, sem a necessidade de uma câmera para osciloscópios. O próprio software de análise de sinal pode extrair muitas características úteis como tempo de subida, largura de pulso e amplitude, espectros de frequência, histogramas e estatísticas, mapas de persistência, e um grande número de parâmetros úteis para profissionais de campos especializados como as telecomunicações, análises de drives de disco e eletrônica de potência.

### Osciloscópio baseado em computador
Apesar de a maioria das pessoas pensarem no osciloscópio como um instrumento dentro de uma caixa, um novo tipo de "osciloscópio" está surgindo, o qual consiste de um conversor analógico-digital externo (algumas vezes com sua própria memória ou com habilidade de processamento de dados) conectado a um PC que provê o display, interface de controle, armazenamento em disco, rede e muitas vezes a alimentação elétrica. A viabilidade destes Osciloscópio baseados em PC esta no seu uso comum e no baixo custo dos PCs padrão. Isto torna o instrumento particularmente prático para o mercado educacional, onde os PCs são comuns porém os investimentos em equipamentos são comumente baixos.
As vantagens dos osciloscópios baseados em PC incluem:
- Custo reduzido (considerando que o usuário já possua um PC).
- Fácil exportação de dados para softwares comuns do PC como processadores de texto e planilhas.
- Habilidade de controlar o instrumento através de um programa no PC.
- Uso das funções de rede e armazenamento do computador, que aumentam o custo em um osciloscópio comum.
- Portabilidade mais fácil quando utilizado em uma laptop.

Este tipo de instrumento também possui desvantagens, entre elas:
- Necessidade de instalar o software no PC.
- Tempo levado pelo boot do PC, quando comparado ao tempo praticamente instantâneo de início de atividades de um osciloscópio padrão (apesar de alguns osciloscópios modernos serem PCs ou máquinas similares).
- Portabilidade reduzida em uma desktop.
- O inconveniente de usar parte da tela do PC como display do osciloscópio.

## Alternativas ao osciloscópio
Existe uma alternativa prática ao osciloscópio que pode ser útil em muitas necessidades, e algumas vezes superior em reparo de rádio, que é ouvir os sinais.
O plano básico é mixar (multiplicar) uma frequência intermediária com o sinal, e então amplificar e ouvir o resultado em um alto-falante. Em outras palavras, se utiliza a modulação em amplitude para inserir o sinal na banda de áudio. (portanto para frequências de aúdio não é necessária modulação)
Com os circuitos de estado sólido modernos, tal tipo de equipamento é barato e poder ser alimentado por uma pequena bateria.
Este sistema de diagnóstico foi muito usado quando o rádio estava no princípio de seu desenvolvimento, e ainda é utilizado na Ásia, e por alguns operadores de rádio amador. Na União Soviética, o instrumento para diagnóstico de rádios combinava um multímetro com um oscilador, um mixer de frequência e um amplificador de áudio para realizar este trabalho.

## Osciloscópios na cultura popular
Nos anos 50 e 60, os osciloscópios eram frequentemente utilizados em filmes e programas de televisão para representar equipamento científico e técnico genérico, O programa da TV norte-americana de 1964 The Outer Limits usava uma imagem de um osciloscópio em seus créditos de abertura ("There is nothing wrong with your television set....") enquanto o filme Colossus: The Forbin Project mostrava um osciloscópio Tektronix RM503 montado em um rack.

## Uso incomum
Em 1958 William Higinbotham criou o que seria um dos primeiros videogames do mundo ao adaptar um osciloscópio para uma simulação de partida de tênis, em Tennis for Two.